# Jožef Stefan
Jožef Stefan (Sv. Peter kraj Celovca, 24. ožujka 1835. – Beč, 7. siječnja 1893.), slovenski fizičar. 
Diplomirao 1857. u Beču matematiku i fiziku, doktorirao 1858. Sveučilišni profesor u Beču od 1863., tada najmlađi redoviti profesor u Austriji. Bavio se optikom, kinetičkom teorijom plinova, akustikom, elektricitetom i kalorikom. Iskustveno je pokazao da je toplinsko zračenje nekoga tijela proporcionalno četvrtoj potenciji apsolutne temperature. Taj je zakon teoretski izveo Ludwig Boltzmann i danas je poznat kao Stefan-Boltzmannov zakon. Institut "Jožef Stefan" u Ljubljani naziva se po njemu.

## Stefan-Boltzmannov zakon
Stefan-Boltzmannov zakon tvrdi da je ukupna količina energije j*, koje idealno crno tijelo toplinski zrači, po jedinici površine i u nekoj jedinici vremena, direktno proporcionalna s četvtom potencijom termodinamičke temperature T:
{\displaystyle j^{\star }=\sigma T^{4},}
gdje je: σ - konstanta proporcionalnosti ili Stefan–Boltzmannova konstanta, koja je dobiva iz ostalih prirodnih konstanti.

### Temperatura Sunca
S tim zakonom, Jožef Stefan je uspio izračunati temperaturu Sunčeve površine. On je naučio od Charlesa Soreta da je intenzitet količine zračenja sa Sunca 29 puta jači od uzorka vrućeg metalnog lima. Kružni metalni lim je smješten pod istim kutom kojim je gledao Sunce i njegova temperatura je bila 1900 – 2000 °C. Stefan je pretpostavio da jednu trećinu Sunčevog zračenja upije Zemljina atmosfera, tako da je intenzitet Sunčevog zračenja za Stefana ispao 29 × 3/2 = 43,5 puta veći od uzorka lima. Stefan je uzeo srednju vrijednost za temperaturu lima 1950 °C i kad je pretvorio dobio je 2220 K. Kako je 2.574 = 43,5, iz toga slijedi da je temperatura Sunčeve površine 2,57 puta veća od temperature lima, pa slijedi 2,57 x 2220 K = 5705 K (današnja vrijednost je 5778 K), i to znači da je bio vrlo blizu rješenja.